# Anisodactylus darlingtoni
Anisodactylus darlingtoni es una especie de escarabajo de tierra del género Anisodactylus, categorizada en la tribu Harpalini, de la subfamilia Harpalinae.

## Distribución
Se distribuye por América del Norte: México.

## Taxonomía
Fue descrita por Noonan en 1973.